# Bulgorello
Bulgorello (Bülgurèl in dialetto comasco) è una frazione del Comune di Cadorago (Como) di 1 045 abitanti. Si trova a 321 m s.l.m.

## Storia
Nel dizionario corografico d'Italia di Amato Amati si legge: "Il Comune di Bulgorello si estende sopra ubertose colline ove prosperano i vigneti e i gelsi...".
Ricordato nel XII secolo come Bulgaroburgallo, poi Bulgharo infine Bulgarello e Bulgorello,
sembra essere stato fondato dai Bulgari insieme con il vicino Bulgarograsso, a seguito della loro discesa in Italia, sottomessi da Alboino, re dei Longobardi. Era loro consuetudine, infatti, dare i loro nomi ai borghi fondati.
Fu una cappellania alle dipendenze della collegiata di Fino Mornasco fino al 1793, quando passa vicaria per poi essere trasformata in parrocchia nel 1898 da don Alessandro Bianchi. Degno di memoria don Francesco Aluigi, ticinese di Caneggio, in cura d'anime per cinquant'anni nella seconda metà dell'800 a cui è dedicata la Scuola materna, don Alberto Mangiacavalli che ha svolto il suo ministero a Bulgorello per ben 47 anni, don Giuseppe Scherini di Ponchiera, Sondrio,  don Mario Fiorani e don Alfredo Nicolardi che hanno iniziato e concluso importanti lavori di restauro nella Parrocchia.
I Santi patroni sono San Giacomo e San Filippo, ma è festeggiato soprattutto San Rocco, che, secondo la tradizione, preservò il borgo dalla peste citata da Manzoni ne I promessi sposi e dal colera nel 1852.
Fino al 1928 era un comune autonomo, poi fu aggregato a Cadorago con Caslino al Piano, a seguito di una politica di accentramento dei piccoli comuni.

## Monumenti e luoghi d'interesse
La chiesa parrocchiale dei Santi Giacomo e Filippo, risalente alla fine del XVI secolo, è un edificio a singola navata nella quale si innestano due cappelle laterali e, sul fondo, il battistero. Anticamente era dedicata a Santa Giustina.
Agli stessi due santi era intitolata anche la cappella campestre detta Gesiö, rilevata in visita pastorale dal vescovo Ninguarda nel 1592.
Al Seicento risale la chiesetta di San Rocco, costruita al termine di un periodo di pestilenza. Nel 1852 le fu costruito il peristilio a ringraziamento per aver preservato la popolazione dal colera.
In passato, Cascina Sant'Angelo inglobava una chiesa molto antica, dedicata a sant'Eusebio o ai Santi Proto e Giacinto, della quale oggi rimangono solo i resti di un campanile romanico databile al XI secolo. 

## Economia
L'agricoltura in passato fu per il paese la sola magra forza vitale e così nel XIX secolo non pochi bulgorellesi, sperando di migliorare, lasciarono il borgo ed emigrarono per dirigersi verso il continente americano o il nord della Francia e della Svizzera. Dai registri parrocchiali nel 1892 risultavano ben 35 capi famiglia emigrati su una popolazione di seicento abitanti. I rimasti si diedero anche ad altre professioni come cuochi, muratori o allevatori di bachi da seta, piantumando ulteriormente prati e campi con i gelsi. Logico che poi sorgessero stabilimenti serici e che i telai entrassero nelle case. Fino agli anni settanta erano presenti numerosissimi telai artigianali, ma con lo sviluppo industriale la produzione è stata concentrata in pochi grossi stabilimenti